# Панин, Геннадий Олегович
Геннадий Олегович Панин (род. 13 июня 1981, Верея, Московская область) — депутат Государственной Думы VIII созыва. Первый заместитель председателя Комитета по региональной политике и местному самоуправлению. Член партии «Единая Россия».
Из-за поддержки российско-украинской войны — под санкциями 27 стран ЕС, Великобритании, США, Канады, Швейцарии, Австралии, Японии, Украины, Новой Зеландии.

## Краткая биография
Геннадий Олегович Панин родился 13 июня 1981 года в посёлке Верея Орехово-Зуевского района. В 2003 году окончил Владимирский государственный педагогический университет по специальности «Юриспруденция». Затем, в 2012 году, окончил Российскую академию народного хозяйства и государственной службы при президенте РФ по специальности «государственное и муниципальное управление». С 20 лет занимался предпринимательством, владелец торговых центров и автозаправочных станций «Мигеко» в Орехово-Зуеве.
Весной 2008 года был избран депутатом совета депутатов городского округа Орехово-Зуево по избирательному округу № 9. Также переизбрался в 2009 году.
В 2013 году окончил с отличием РАНХиГС по специальности «Государственное и муниципальное управление». Также имеет высшее юридическое образование, которое получил во Владимирском государственном педагогическом университете.
Осенью 2014 года был избран главой города Орехово-Зуево и через месяц был избран секретарём Местного отделения партии «Единая Россия». Через два года, в 2016 году Панин сложил с себя полномочия главы города, став исполняющим обязанности. Спустя год, был вновь переизбран на должность главы Орехово-Зуева сроком на пять лет. В 2019 году после объединения городских округов Орехово-Зуево и Ликино-Дулёво возглавил Орехово-Зуевский городской округ.
19 сентября 2021 года победил на выборах в Государственную Думу по 123-му Орехово-Зуевскому одномандатному округу и стал депутатом Государственной Думы VIII созыва.
С 23 февраля 2022 года находится под санкциями всех стран Европейского союза. С 11 марта 2022 года находится под санкциями Великобритании. С 24 марта 2022 года находится под санкциями Соединённых Штатов Америки. С 24 февраля 2022 года находится под санкциями Канады. С 25 февраля 2022 года находится под санкциями Швейцарии. С 26 февраля 2022 года находится под санкциями Австралии. С 12 апреля 2022 года находится под санкциями Японии. Указом президента Украины Владимира Зеленского от 7 сентября 2022 находится под санкциями Украины. С 3 мая 2022 года находится под санкциями Новой Зеландии.